# Зотов, Евгений Иванович
Евге́ний Ива́нович Зо́тов (4 сентября 1925, д. Изи Морко, Уржумский уезд, Вятская губерния — 6 июля 2018, Йошкар-Ола, Марий Эл) — советский и российский партийный, хозяйственный и муниципальный деятель. Председатель исполкома Йошкар-Олинского городского Совета депутатов трудящихся (1968—1981). Почётный гражданин Йошкар-Олы (1995). Почётный гражданин Советского района Республики Марий Эл (2000). Участник Великой Отечественной войны, подполковник (1951).

## Биография
Родился 4 сентября 1925 года в деревне Изи Морко ныне Уржумского района Кировской области в крестьянской семье. В 1932—1936 годах учился в Изиморской школе родного района. Окончил неполную среднюю школу в селе Байса Уржумского района, учился в Нартасском сельскохозяйственном техникуме.
8 января 1943 года был призван в РККА. Участник боёв на Карельском и 3-м Украинском фронтах: был разведчиком 98-й гвардейской Краснознамённой ордена Александра Невского воздушно-десантной дивизии, командиром отделения разведчиков. Прошёл путь от старшины до подполковника.
Дважды участник Парада Победы на Красной площади в г. Москве.
После демобилизации в марте 1951 года вернулся в Марийскую АССР. Окончил Марийский учительский институт и Горьковскую высшую партийную школу. Работал в партийных и хозяйственных органах: в аппарате Совмина МАССР, Мари-Турекском райисполкоме на должности заместителя председателя, затем в РК КПСС и исполкоме Советского района республики. При Зотове посёлок Советский преобразился: здесь появились Дом культуры, больница, хорошая гостиница, первые благоустроенные дома и засаженный розами сквер.
С ноября 1968 по июль 1981 годов Е. И. Зотов — председатель исполкома Йошкар-Олинского городского Совета депутатов трудящихся. Инициатор застройки жилым массивом заречной части города Йошкар-Олы. При его непосредственном участии перестроены и расширены на перспективу инженерные сети, проведено благоустройство и озеленение заречной части города, осуществлено массовое строительство жилья, культурно-бытовых и торговых объектов.
Избирался депутатом Верховного Совета Марийской АССР VII—X созывов (1969—1985).
За большой вклад в развитие городского хозяйства в 1995 году ему было присвоено высокое звание «Почётный гражданин города Йошкар-Олы». В 2000 году Е. И. Зотов удостоен звания «Почётный гражданин Советского района».
Скончался 6 июля 2018 года в Йошкар-Оле.

## Память
29 декабря 2020 года в городе Йошкар-Оле на доме 43 по бульвару Чавайна в память о градоначальнике Е. И. Зотове была установлена мемориальная доска.

## Звания и награды
- Почётный гражданин города Йошкар-Олы (1995)[1]
- Почётный гражданин Советского района Республики Марий Эл (2000)[1]
- Подполковник (1951)[2]
- Орден Трудового Красного Знамени (1971)[1]
- Орден Славы III степени[1]
- Орден Отечественной войны I степени (06.04.1985)[6]
- Медаль «За отвагу» (09.08.1944; 16.11.1945)[7][8]
- Медаль «За взятие Вены» (1945)[9]
- Медаль «За победу над Германией в Великой Отечественной войне 1941—1945 гг.» (1945)[9]
- Медаль «За трудовое отличие» (1965)[10]
- Бронзовая медаль ВДНХ (1966)[10]
- Юбилейная медаль «За доблестный труд. В ознаменование 100-летия со дня рождения Владимира Ильича Ленина» (1970)[10]
- Медаль «За отвагу на пожаре» (1973)[10]
- Почётная грамота Президиума Верховного Совета РСФСР (1975)[10]